# نستور ماخنو
نستور إيفانوفيتش ماخنو (1889 – 1934)، (بالأوكرانية: Нестор Іванович Махно)‏، (بالروسية: Нестор Иванович Махно)‏، لاسلطوي أوكراني وقائد حرب العصابات العسكرية خلال الحرب الأهلية الروسية (1918 – 1921). ولد ماخنو في أسرة فلاحية بالقرب من إقليم هوليايبولي في جنوب شرق أوكرانيا التي كانت جزءًا من الإمبراطورية الروسية. في عام 1906 انضم لمجموعة من اللاسلطويين الذين يؤمنون بأن الحرية الفردية، المساواة، والعدالة يمكن أن تتحقق من خلال إسقاط الدولة. سجنت السلطات الروسية ماخنو في عام 1910 إذ اتهم بتنفيذ هجمة إرهابية. بعد سقوط الملكية الروسية نتيجة للثورة الروسية في شباط عام 1917، أطلق سراح ماخنو وعاد إلى إقليمه. وهناك انخرط في النشاط الثوري السياسي، بما فيه تنظيم سيطرة الفلاحين على الأراضي.
أجبر على الهرب عندما احتلت القوات الألمانية والنمساوية إقليمه خلال الحرب العالمية الأولى، وعاد ماخنو بعد الحرب في تموز 1918 لتنظيم فرقة فلاحية تحت راية اللاسلطوية السوداء. وطوّر ماخنو قوة مسلحة حقيقية عرفت باسم الجيش الثوري الأوكراني، يقوم على مبادئ الحركة السريعة – مثلا، البنادق الآلية، عربات الخيل الجبلية – والانضباط الصارم. ربحت هجماته على ملاك الأراضي والسلطات الأخرى دعم الفلاحين. وجلبت الانتصارات لماخنو متطوعين جدد ولقب «باتكو» (أي: الأب الصغير). وحكم جيش ماخنو الإقليم للخمسة أشهر الأولى من العام 1919، بشكل مؤثر وبدأوا بخلق مجتمع لاسلطوي.
خلال العام 1919، إنخرط ماخنو في العديد من الجماعات المختلطة في الصراع السياسي والمعارك العسكرية في الحرب الأهلية الروسية، في وجه الجيش الأحمر الروسي التابع للحكومة الشيوعية البلشفية، الجيش الأبيض المعادي للبلشفيين، والقوميين الأوكرانيين. في تشرين الثاني كان ماخنو قد وسّع مساحة سيطرته في جنوب أوكرانيا. في مناسبات معينة في العام 1919 و 1920، ماخنو والبلشفيين عقدوا تحالفات ضعيفة في وجه أعدائهم المشتركين؛ الحكومة البلشفية كانت في ذلك الوقت تقوم بممارسة الرقابة وحل المنظمات اللاسلطوية.
ساعدت قوات ماخنو الجيش الأحمر في هزيمة القوات البيضاء التي يقودها الجنرال أنطون دينييكن. وعند هزيمة القوات البيضاء في تشرين الثاني 1920، تحرك البلشفيون بسرعة لسحق قوات ماخنو، فبقي الحلفاء فقط بشكل اسمي. في تشرين الثاني 1925، اعتقل جزء من جيش ماخنو فجأة، وأعدم الجيش الأحمر المعتقلين. بعد عدة شهور من حرب العصابات عديمة الفائدة، فر ماخنو إلى رومانيا في آب 1921. بعد أحداث عنف في رومانيا، بولندا، والمدينة الحرة دانزيغ، استقر ماخنو في باريس، فرنسا، حيث عمل في أحد المصانع، كاتبا مذكراته، ومنخرطا في العمل السياسي اللاسلطوي .

## النشأة
وُلد نستور ماخنو لعائلة قروية فقيرة في هوليايبولي الواقعة في محافظة يكاترينوسلاف ضمن الإمبراطورية الروسية (حاليًا زابوروجييه أوبلاست في أوكرانيا). كان ماخنو أصغر أطفال العائلة البالغ عددهم 5. تظهر ملفات الكنيسة تعميد ماخنو في السابع والعشرين من شهر أكتوبر (7 نوفمبر) عام 1888، لكن والديه سجلا تاريخ ميلاده عام 1889 (في محاولة لتأخير تجنيده).
توفي الأب عندما كان عمر نستور 10 أشهر. اضطر نستور في عمر السابعة إلى العمل راعٍ بسبب الفقر المدقع الذي تعيشه العائلة. درس في المدرسة الابتدائية الثانية في هوليايبولي أثناء فترة الشتاء عندما كان عمره 8 أعوام، وعمل لدى ملاك الأراضي المحليين خلال فترة الصيف. غادر نستور المدرسة عندما بلغ من العمر 12 عامًا، وحصل على وظيفة عامل في المزرعة في عقارات النبلاء ومزارع الفلاحين الأثرياء.
في سن السابعة عشر، حصل نستور على وظيفة في هوليايبولي نفسها بصفته رسامًا مبتدئًا، ثم عمل في مسبك حديد محلي، ثم أصبح سباكًا وعمل لدى المؤسسة ذاتها. خلال تلك الفترة، انخرط نستور في السياسة الثورية. ارتكز انخراطه على خبرته الشخصية من الإجحاف الذي لاقاه في العمل والإرهاب الذي مارسه النظام القيصري أثناء ثورة عام 1905.

## روابط خارجية
- نستور ماخنو على موقع الموسوعة البريطانية (الإنجليزية)
- نستور ماخنو على موقع ديسكوغز (الإنجليزية)